# Jill Savege
Jill Savege (Toronto, 17 de marzo de 1974) es una deportista canadiense que compitió en triatlón y acuatlón.
Ganó una medalla de oro en los Juegos Panamericanos de 2003 en triatlón. Además, obtuvo una medalla de plata en el Campeonato Mundial de Acuatlón de 2002.

## Palmarés internacional
| Juegos Panamericanos | Juegos Panamericanos             | Juegos Panamericanos | Juegos Panamericanos |
| Año                  | Lugar                            | Medalla              | Prueba               |
| -------------------- | -------------------------------- | -------------------- | -------------------- |
| 2003                 | Santo Domingo ( Rep. Dominicana) | Medalla de oro       | Individual           |

| Campeonato Mundial | Campeonato Mundial | Campeonato Mundial | Campeonato Mundial |
| Año                | Lugar              | Medalla            | Prueba             |
| ------------------ | ------------------ | ------------------ | ------------------ |
| 2002               | Cancún (México)    | Medalla de plata   | Individual         |